# Gillsville
Gillsville es un pueblo ubicado en el condado de Hall en el estado estadounidense de Georgia. En el censo de 2000, su población era de 195.

## Demografía
En el 2000 la renta per cápita promedia del hogar era de $51,500, y el ingreso promedio para una familia era de $62,750. El ingreso per cápita para la localidad era de $27,551. Los hombres tenían un ingreso per cápita de $35,417 contra $28,750 para las mujeres.

## Geografía
Gillsville se encuentra ubicado en las coordenadas 34°18′33″N 83°38′8″O / 34.30917, -83.63556 (34.309090, -83.635621).
Según la Oficina del Censo, la localidad tiene un área total de 2,9 km² (1,1 mi²), de la cual 2,9 km² (1,1 mi²) es tierra y 0 km² (0 mi²) (0.00%) es agua.